# Michail Cchakaja
Michail Grigorjevič Cchakaja (gruzínsky მიხეილ გრიგოლის ძე ცხაკაია, rusky Михаил Григорьевич Цхакая; 4. května 1865, Martvili – 19. března 1950, Moskva) byl gruzínský revolucionář a sovětský politik též známý pod přezdívkou Barsov. Byl vysokým vůdcem bolševického hnutí v Gruzii, který byl aktivní v revoluční politice od roku 1880. Byl jedním z pěti signatářů zakládajícího dokumentu Sovětského svazu.

## Životopis

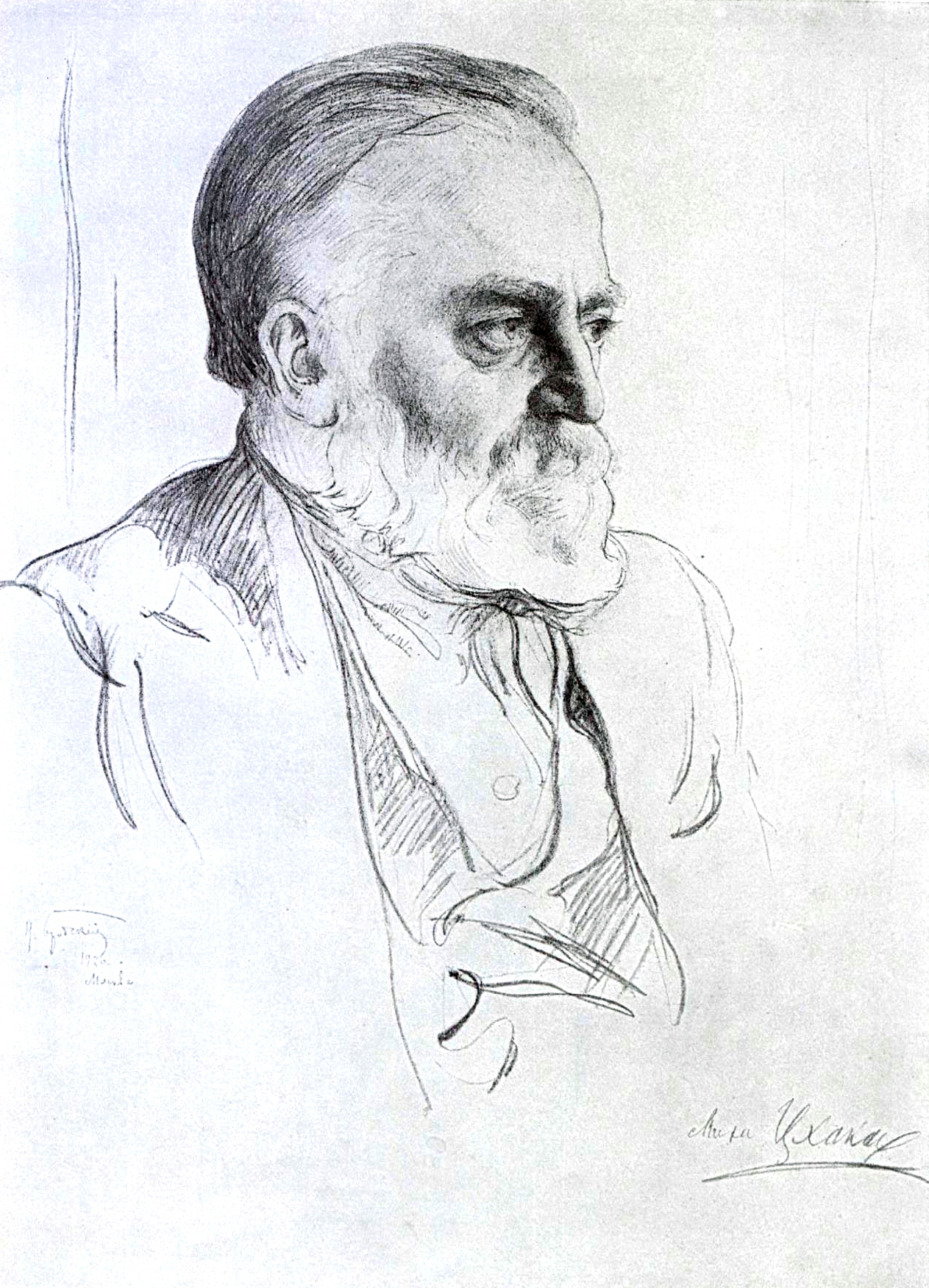
Kresba Cchakaji z roku 1920 od Isaaka Brodského

Cchakaja se narodil roku 1865 v gruzínské obci Martvili. V roce 1892 pomohl založit Mesame Dasi (třetí skupina), první gruzínskou socialistickou stranu. Když byla založena Ruská sociálně demokratická dělnická strana, vstoupil do ní. Zachránil mladého Josifa Stalina před vyhnáním pro gruzínský nacionalismus v roce 1904. Barsov přiměl Stalina napsat přiznání, že se zříká svých názorů a navštěvuje sérii Barsovových přednášek o marxismu. Navzdory tomuto zůstali přáteli.
V červenci 1906 byl Cchakaja Stalinovým svědkem na jeho svatbě s Jekatěrinou Svanidzeovou. 9. září byli Cchakaja a Stalin mezi pouhými šesti bolševiky na sociálně demokratické konferenci v Tbilisi (dalších 36 byli menševici). Sdíleli pokoj na 5. kongresu Ruské sociálně demokratické dělnické strany v Londýně. Ani jednomu nebylo umožněno volit do orgánů strany kvůli slabosti bolševismu v Gruzii. V roce 1907, po sérii zatčení a deportací, odešel do švýcarského exilu, kde v Ženevě navštívil Vladimira Lenina.
Do Ruska se vrátil až v roce 1917 po boku Lenina ve slavném zapečetěném vlaku. Od té chvíle byl vlivným vůdcem Komunistické strany Gruzie. V červnu 1919 byl v Kutaisi zatčen menševickou vládou a propuštěn až téměř po roce v květnu 1920. Stal se členem Ústředního výboru Komunistické strany Gruzie. Byl představitelem Gruzínské SSR v letech 1923 až 1931.
V letech 1923 až 1930 Cchakaja působil jako předseda prezidia Ústředního výkonného výboru Gruzínské SSR a jako jeden z předsedů Ústředního výkonného výboru Zakavkazské socialistické federativní sovětské republiky. Zároveň byl členem předsednictva Ústředního výboru KSSS.

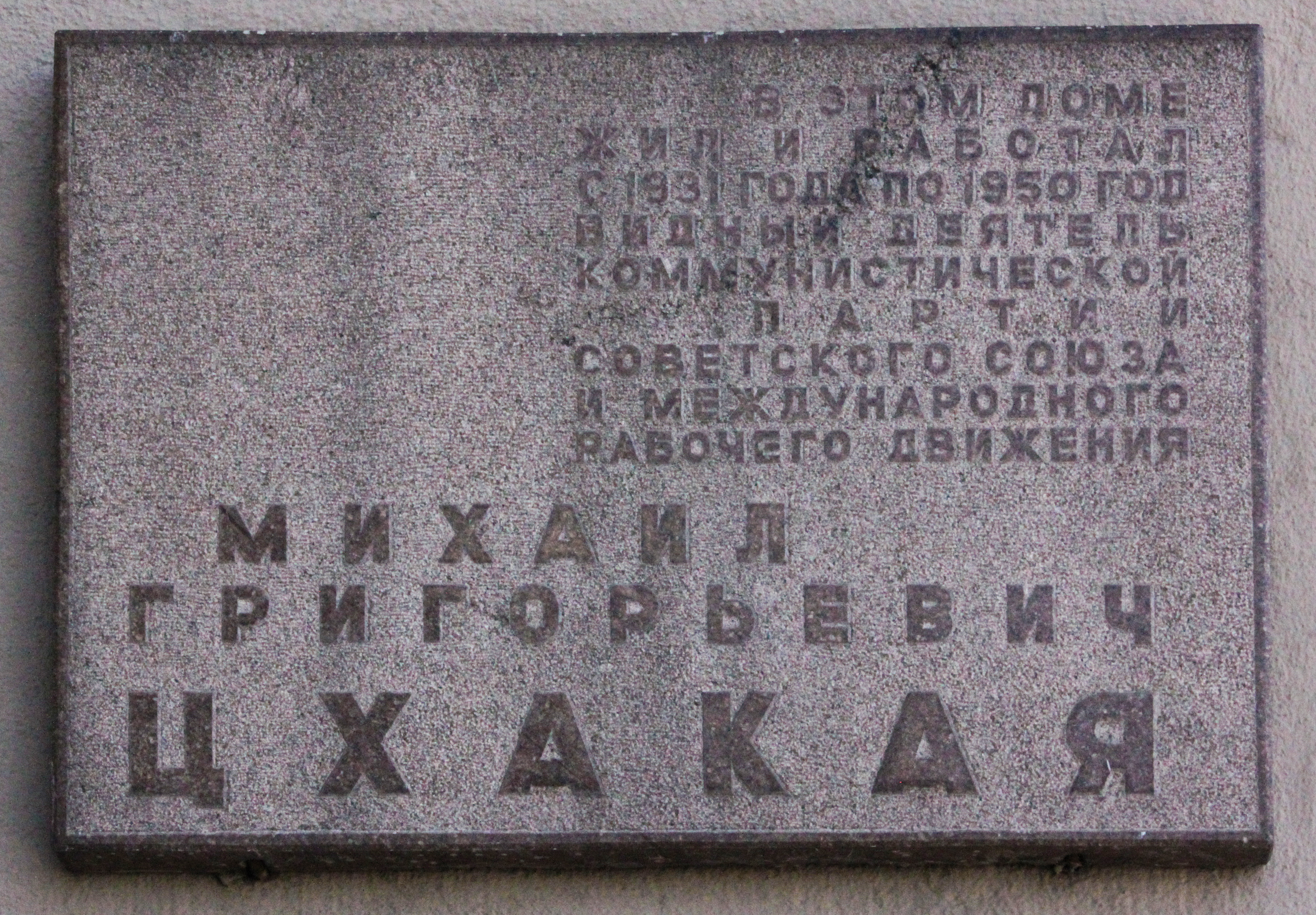
„V této budově v letech 1931 až 1950 žil a pracoval pozoruhodný sovětský politik Komunistické strany a Mezinárodního komunistického hnutí Michail Grigorjevič“

Od roku 1920 byl členem Výkonného výboru Komunistické internacionály. V roce 1922 podepsal Smlouvu o vytvoření Sovětského svazu jako zástupce Zakavkazské SSR. Zemřel v Moskvě po těžké nemoci 19. března 1950, krátce po svém zvolení poslancem horní komory Nejvyššího sovětu Sovětského svazu. V 80. letech 20. století bylo jeho tělo přesunuto do Pantheonu Mtatsminda.

## Památka
Na jeho počest bylo přejmenováno západogruzínské město Senaki na Micha Cchakaja (1933–1976), později byl název zkrácen na Cchakaja (1976–1989). Na domě v Seframovičově ulici v Moskvě, kde Cchakaja žil v letech 1931 až 1950, se nachází pamětní deska.